# Ipiros (quốc gia cổ đại)
Ipiros (Tiếng Hy Lạp: Ήπειρος Ipiros, tiếng Tây Bắc Hy Lạp: Ἅπειρος Apiros) là một quốc gia thời Hy Lạp cổ đại, nằm trong khu vực địa lý của Ipiros, ở phía Tây Balkan. Quê hương của người Ipiros cổ xưa. Có biên giới về phía nam là Liên minh Aetolia, Thessalia và Macedonia về phía đông và những bộ tộc Illyria về phía bắc. Vua Pyrros (319 - 272 trước Công nguyên) trong một thời gian ngắn đã đưa Ipiros lên hàng bá chủ Hy Lạp, thanh thế lừng lẫy. Vào năm 280 trước Công nguyên, để hỗ trợ người Tarentum trong chiến tranh chống La Mã, Pyrros kéo đại quân đổ bộ lên đất Ý và đánh thắng La Mã vài trận, nhưng cuối cùng thất bại. Sau khi ông chết, xứ Ipiros trở lại thành một nước nhỏ.

## Lịch sử

### Thời kì đầu
Ipiros đã có con người từ cuối thời kì đồ đá mới,khi những thợ săn và các người chăn cừu định cư ở khu vực này và xây dựng những ngôi mộ lớn để chôn cất những nhà lãnh đạo của họ. Những Hầm mộ Mykēnē được phát hiện là mối liên kết giữa tổ tiên của người Ipiros với nền văn minh Mykēnē.
Người Doria xâm chiếm Hy Lạp từ Ipiros và Macedonia vào cuối của thiên niên kỷ 2 trước Công nguyên (khoảng 1100 - 1000 trước Công nguyên), mặc dù những nguyên nhân cho việc di chuyển của họ vẫn chưa rõ. Những cư dân gốc của vùng đất này đã hướng về miền nam Hy Lạp bằng đường bộ với những cuộc xâm lược vào Thiên niên kỷ 1 trước Công nguyên. Có 3 bộ lạc nói tiếng Hy Lạp đã nổi lên trong xứ Ipiros. Đó là người Chaonia ở tây bắc Ipiros, người Molossia ở miền trung và người Thesprotia ở phía nam.

## Sự bành trướng của người Molossia
Aeakidae đã thành lập triều đại của người Molossia, những người đã cố gắng tạo ra một quốc gia ở Ipiros khoảng năm 370 trước Công nguyên trở đi, mở rộng quyền lực của mình đối với các bộ tộc đua tranh. Sự liên minh của người Molossia với đồng minh hùng mạnh Macedonia và năm 359 trước Công nguyên bằng việc công chúa Olympias của người Molossia, cháu gái của vua Arybbas của Ipiros, kết hôn với vua Philippos II của Macedonia. Bà đã trở thành mẹ của Alexandros Đại Đế. Sau cái chết của Arybbas, Alexandros người Molossia chú của Alexandros Đại đế của Macedonia, đã thừa kế ngai vàng với danh hiệu vua của Ipiros.
Năm 334 trước Công nguyên, thời gian Alexandros Đại đế tiến vào châu Á, Alexandros I của Molossia đã tiến hành một cuộc viễn chinh vào miền nam Ý với sự ủng hộ của các thành bang Hy Lạp ở khu vực Đại Hy Lạp (Magna Gracea) chống lại các bộ lạc Ý gần đó và sự nổi lên của cộng hòa La Mã. Sau một số thành công trên chiến trường, ông bại trận tử vong trong tay quân La Mã năm 331 TCN.

## Vương quốc Ipiros

Bản đồ cuộc tiến quân của Pyrros.

Năm 330 trước Công nguyên, sau cái chết của Alexandris người Molossia, thuật ngữ 'Ipiros' xuất hiện như một đơn vị chính trị duy nhất trong các nguồn Hy Lạp cổ đại lần đầu tiên, dưới sự lãnh đạo của triều đại Molossia. Sau đó, việc tiền xu riêng của ba nhóm bộ tộc chính ở Ipiros đã kết thúc, và một đồng tiền mới được ban hành với huyền thoại 'Người Ipiros'. Sau cái chết của Alexandros I, Aeakides của Ipiros, người kế vị ông, tán thành việc Olympias chống lại với Kassandros, nhưng bị hạ bệ năm 313 trước Công nguyên.
Pyrros, con trai vua Aeakides, lên nối ngôi vào năm 295 trước Công nguyên. Ông là em họ và noi theo tấm gương của Alexandros Đại đế xứ Macedonia. Bất mãn với sự yếu hèn của Ipiros, Pyrros giành phần lớn thời trị vì của ông để chinh phạt hoặc chiếm ngôi vua xứ Macedonia. Ông còn chiếm được đảo Corfu sau một vài lần bất thành.
Do hoàn toàn tin tưởng vào cơ cấu quân sự và đường lối chiến tranh do các vị vua kiệt xuất xứ Macedonia xưa gầy dựng nên, ông quyết định đem quân đi chinh Tây, vì năm xưa Alexandros Đại Đế đã chinh Đông. Nhờ có đội tượng binh hùng hậu, quân Ipiros thậm chí còn tinh nhuệ hơn cả quân đội của Alexandros Đại Đế. Cuộc Chiến tranh Pyrros bùng nổ. Vào năm 280 trước Công Nguyên, quân của Pyrros đập tan quân La Mã trong Heraclea. Năm sau, ông lại giáp chiến ác liệt với quân La Mã trong trận Asculum: dù theo Plutarch là ông thắng trận, Dionysus cho rằng đây là trận đánh bất phân thắng bại, song theo Zonaras thì đây là chiến bại trên thực tế của Pyrros.
Với tổn hại nặng nề của quân đội Pyrros, trận Asculum là xuất xứ của thuật ngữ Chiến thắng kiểu Pyrros, nghĩa là thắng hại. Năm 277 trước Công nguyên, Pyrros chiếm pháo đài Carthage ở Eryx, tại Sicilia. Điều này khiến các thành phố còn lại nằm dưới sự cai quản của Carthage, đầu hàng Pyrros. Trong khi đó, ông đã bắt đầu có hành vi bạo ngược đối với người Hy Lạp ở Sicilia và sớm trở thành mục đích để Sicilia chống lại ông. Mặc dù ông đã đánh bại người Carthage trong cuộc chiến, ông đã buộc phải từ bỏ Sicilia.
Vào năm 275 trước Công nguyên, Pyrros lại phải chạm trán với quân La Mã trong trận Beneventum. Chúng ta không rõ đây là một thất bại của ông, hay chỉ là một trận đánh bế tắc do ông không thể tấn công đối phương. Vì đã mất phần lớn quân đội của mình, ông quyết định trở về Ipiros và cuối cùng toàn bộ đất đai ở Ý của ông đều mất sạch. Trong các năm 273 - 274 trước Công nguyên, trong cuộc chiến tranh với vua Antigonos II Gonatas xứ Macedonia, Pyrros làm chủ hầu hết Hy Lạp và Macedonia. Sau đó, quân ông còn tấn công Sparta. Năm 272 trước Công nguyên, ông tử trận tại Argos.
Dưới thời ông, thánh tích Dodona trở thành kinh đô tôn giáo của vương quốc và một công trình xây dựng của ông khoảng năm 290 trước Công nguyên đã tô điểm cho thánh tích. Những chiến công của Pyrros đã gia tăng thanh thế của Ipiros trên thế giới. Trong một thời gian ngắn, xứ này là một bá chủ ở Hy Lạp.

## Liên bang Ipiros (231-167 TCN)

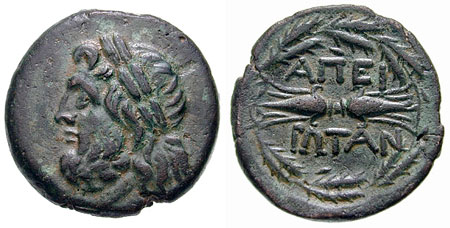
Tiền xu của liên bang Ipirot, khắc họa thần Zeus (mặt trái) cùng một tia sét và dòng chữ 'ΑΠΕΙΡΩΤΑΝ' -Epirotes (mặt phải).

Năm 233 trước Công nguyên, thành viên còn sống sót cuối cùng của Hoàng gia, Deidamia, bị sát hại. Cái chết của bà khiến cho hoàng tộc Ipiros kết thúc đột ngột và một nước cộng hòa liên bang được thành lập, mặc dù với lãnh thổ bị giảm sút, bởi vì khu vực Acarnania đã khẳng định sự độc lập của nó, và người Aetolia đã chiếm giữ Ambracia, Amphilochia và vùng đất phía Bắc còn lại của Vịnh Ambracia. Phoenice, trung tâm chính trị của người Chaonia, trở thành kinh đô mới của xứ Ipiros. Những lý do cho sự sụp đổ nhanh chóng của triều đại Aeacid có lẽ phức tạp. Áp lực từ người Aetolia có lẽ đóng góp một phần, và liên minh với Macedonia có thể đã gây ra nên sụ bất mãn trong lòng dân chúng, ngoài ra có lẽ do căng thẳng xã hội. Tuy nhiên, Ipiros vẫn là một thế lực đáng kể, thống nhất dưới sự bảo trợ của Liên bang Ipiros như là một nhà nước liên bang.
Trong những năm sau đó, Ipiros phải đối mặt với mối đe dọa ngày càng tăng từ sự bành trướng của Cộng hòa La Mã, trong đó đã có một loạt các cuộc chiến tranh với Macedonia. Liên bang vẫn còn trung lập trong hai cuộc chiến tranh Macedonia đầu tiên nhưng nó đã bị chia rẽ trong chiến tranh Macedonia lần thứ ba (171 - 168 trước Công nguyên), với việc người Molossia đứng về phe với Macedonia và người Chaonia với Thesprotia đứng về phía La Mã. Kết quả của nó đem lại hậu quả tai hại cho Epirus; Molossia rơi vào tay La Mã trong năm 167 trước Công nguyên, 15 vạn cư dân của nó đã bị bắt làm nô lệ và vùng đất của họ đã bị tàn phá thậm tệ và phải mất 500 năm để vùng trung tâm Ipiros phục hồi lại như xưa.